# Martin Eckoldt
Martin Eckoldt (* 1910 in Dresden; † 24. Juni 2003) war ein deutscher Wasserbauingenieur und Schifffahrtshistoriker. Er verfasste grundlegende Schriften zu Binnenwasserstraßen, ihrer Geschichte und der historischen Binnenschifffahrt.

## Leben und Wirken
Martin Eckoldt wuchs in Dresden und Riesa auf und schloss an der Oberrealschule Riesa 1929 mit der Reifeprüfung ab. Mit dem Wintersemester 1930 begann er an der Technischen Hochschule Dresden mit dem Studium des Bauingenieurwesens und beendete dieses im Mai 1935 als Diplom-Ingenieur. Anschließend absolvierte er eine Ausbildung für den höheren bautechnischen Verwaltungsdienst in Preußen mit Stationen in Osnabrück, Hann. Münden, Swinemünde, Kiel, Heide und Ludwigsburg.
Mit Berufsbeginn bearbeitete er die Entwürfe zur Kanalisierung der Werra. Zeitgleich begann er mit der Veröffentlichung wissenschaftliche Aufsätze zum Wasserbau. Im Winter 1940/41 war er für zwei Monate im Reichsverkehrsministerium in Berlin tätig und begann in der Folgezeit mit seiner Dissertation, mit der er 1942 in Karlsruhe promovierte.
Von Februar bis Juli 1942 war er für die Reichswasserbauverwaltung im ukrainischen Dnjepropetrowsk tätig. Von Oktober 1945 bis Ende 1960 leitete er das Dezernat für Gewässerkunde und Wasserwirtschaft bei der Wasserstraßendirektion Stuttgart. Pionierarbeit leistete er dort bei der Messung der Wasserstandpegel, die durch Stauwehre nicht mehr möglich war. Stattdessen entwickelte er die Messung auf Basis von Durchflussmengen in Kraftwerksturbinen, Wehren und Kammerschleusen.
Als neues Aufgabengebiet untersuchte er die Wasserqualität in Hinblick auf die Gewässerverschmutzung und deren Bekämpfung. Aufgrund der dabei gewonnenen Erfahrungen und daraus verfassten Publikationen wechselte er Anfang 1960 als Referent für technische Wassergütefragen zur Bundesanstalt für Gewässerkunde nach Koblenz. Dort setze er sich für den Gewässerschutz ein.
Neben seinem Beruf engagierte sich Martin Eckoldt privat zum Thema Gewässergeschichte. Seit 1963 war er ehrenamtlicher Geschäftsführer des Rhein-Museums Koblenz und gründete einen Studienkreis zur Geschichte des Wasserbaus.
Nach seiner Pensionierung Mitte der 1970er Jahre konzentrierte er sich ganz auf die Geschichte des Wasserbaus und veröffentlichte dazu wegweisende Aufsätze: Er entwickelte neue Methoden zur Messung der Schiffbarkeit kleiner Flüsse in Antike und Mittelalter in Deutschland. Dies baute er zu einer interdisziplinären Zusammenarbeit mit zahlreichen Wissenschaftlern und mit dem Deutschen Schifffahrtsmuseum in Bremerhaven aus. Die Messbarkeit für frühere Zeiten fußt auf der heutigen Messung der Wasserführung und der anschließenden Berechnung, wie kleine Wasserläufe vor dem Bau von Mühlstauen etc. schiffbar waren. Damit schuf er eine neue methodisch abgesicherte Grundlage zur Nutzung der Wasserwege. Mit 88 Jahren legte er mit Fachkollegen die Quintessenz seines Lebenswerkes mit einer umfassenden Geschichte der Wasserstraßen vor, die zu einem Standardwerk wurde.
Martin Eckoldt starb am 24. Juni 2003 im Alter von 93 Jahren.

## Schriften (Auswahl)
Ein ausführliches Publikationsverzeichnis hat Detlev Ellmers in seinem Nachruf zusammengestellt.
- Holländer-Flöße auf dem Rhein. In: Beiträge zur Rheinkunde 19. Koblenz: Rhein-Museum Koblenz e.V. 1967, S. 19–23. (Online-Version als PDF).
- mit Ruprecht Pschorr: Verwaltung der Wasserstraßen. Schroedel, Hannover 1977, ISBN 3-507-91454-9.
- Ein Lahnschiff (1816). In: Deutsches Schiffahrtsarchiv, Band 2, 1978, S. 23–24 (Online-Version als PDF).
- Die Geschichte der Lahn als Wasserstraße. In: Nassauische Annalen 90. 1979, S. 98–123.
- Schiffahrt auf kleinen Flüssen Mitteleuropas in Römerzeit und Mittelalter. Stalling-Verlag, Oldenburg 1980, ISBN 3-7979-1535-7.
- Über das römische Projekt eines Mosel-Saöne-Kanals. In: Deutsches Schiffahrtsarchiv, Band 4, 1981, S. 29–34 (Online-Version als PDF).
- Schiffahrt auf kleinen Flüssen. Teil 1. Der Neckar und seine Nebenflüsse zur Römerzeit. In: Deutsches Schiffahrtsarchiv, Band 6, 1983, S. 11–24 (Online-Version als PDF).
- Schiffahrt auf kleinen Flüssen. Teil 2. Gewässer im Bereich des „Odenwaldneckars“ im ersten Jahrtausend n. Chr. In: Deutsches Schiffahrtsarchiv, Band 8, 1985, S. 101–116 (Online-Version als PDF).
- als Herausgeber: Geschichte der Wasserkraftnutzung: Bericht zur Tagung Geschichte der Wasserkraftnutzung am 23. und 24. April 1982 in Koblenz. Landesmuseum Koblenz, Koblenz 1985.
- Schiffahrt auf kleinen Flüssen. Teil 3. Nebenflüsse des Oberrheins und des unteren Mains im ersten Jahrtausend n.Chr. (ohne Neckargebiet und Gebiet des „Odenwaldneckars“). In: Deutsches Schiffahrtsarchiv, Band 9, 1986, S. 59–88 (Online-Version als PDF).
- Schiffahrt auf kleinen Flüssen. Teil 4. Nebenflüsse der Elbe. In: Deutsches Schiffahrtsarchiv, Band 10, 1987, S. 7–36 (Online-Version als PDF).
- Schiffahrt im Umkreis des Odenwaldes. In: Der Odenwald. Zeitschrift des Breuberg-Bundes 1, 1989, S. 3–18.
- Torfschiffahrtskanäle im Donauried bei Ulm im 17. und 18. Jahrhundert. In: Deutsches Schiffahrtsarchiv, Band 13, 1990, S. 7–24 (Online-Version als PDF).
- als Herausgeber und Autor: Flüsse und Kanäle – Die Geschichte der deutschen Wasserstraßen. DSV-Verlag, Hamburg 1998, ISBN 978-3-88412-243-3.